# Treto
Treto es una localidad del municipio de Bárcena de Cicero (Cantabria, España). Está a una distancia de 5,7 km de la capital municipal Gama, y a 10 m s. n. m. En  2020 Treto contaba con una población de 1.345 habitantes (INE).
Treto da nombre a la barca que en el pasado servía para atravesar la ría de Treto. En la actualidad designa al puente de hierro que sustituyó a dicha barca. La pasarela fue proyectada por el ingeniero cántabro Eduardo Miera y construida entre los años 1897 y 1905 por la empresa Fábrica de Mieres, inspirándose en soluciones constructivas popularizadas por Gustave Eiffel. Recorre 200 m y cuenta con un tramo giratorio en su margen derecho cuya maquinaria permanece intacta pero inutilizable a causa de la tubería de agua que atraviesa el puente. Une la localidad de Adal con Colindres. Paralelo a este puente se alza el viaducto de la autovía A-8, proyectada por los ingenieros Florencio del Pozo Frutos, Florencio J. del Pozo Vindel y José María Arrieta. Concluido en el año 1993, tiene una plataforma de 420 m sostenida por tirantes sujetos a tres mástiles de 40 metros.
Comprende los barrios: Adal, La Peña, La Maza, Coz de Monte, Sorriba, Primosto y La Luz.
En el capítulo III de La Regenta aparece un pasaje ambientado en la antigua barca de Treto (llamado Trébol en la novela).